# Friedrich Wilhelm (Indologe)
Friedrich Wilhelm (* 12. April 1932) ist ein deutscher Indologe, Tibetologe und Historiker.
Wilhelm wurde 1956 an der Ludwig-Maximilians-Universität München promoviert und war dort seit 1963 Privatdozent für Indologie und Tibetologie. 1969 wurde er dort Professor. 1998 emeritierte er.
Er war 1964 und 1967 zu Studienaufenthalten in Südasien und war 1965/66 Gastprofessor an der Columbia University und 1976 am Collège de France.

## Schriften
- mit Ainslie Embree Indien, Fischer Weltgeschichte Band 17, 1967.
- Politische Polemiken im Staatslehrbuch des Kautalya, Wiesbaden 1960.